# Мъгърдич Касапян
Мъгърдич Касапян е български художник, график, предимно в техника суха игла.

## Биография
Роден на 4 август 1963 г. в Пловдив. През 1982 г. завършва средното си образование в ССХУ „Ц. Лавренов“, гр. Пловдив. През 1990 г. завършва с отличен успех специалност „Графика“ в ХА – гр. София при проф. Г. Симеонов. Удостоен със златен медал за цялостен успех за 1986 г.
През 1991 г. е поканен и приет за редовен член на СБХ, както и на Пловдивското дружество на художниците. В периода до 1996 г. работи на свободна практика.
Oт 2010 г. е доцент в Академия за Музикално, Танцово и Изобразително Изкуство – Пловдив.

## Творчество
Участията му в български и международни изложби започват веднага след дипломирането му. Една част от графиките му заминават за постоянна експозиция в галерия „Изток-Запад“ в Лондон. През 1990 г. участва в национална изложба за малка графика в София, в галерията на „Шипка“ 6. През 1991, 1993 и 1997 г. взема участие в международното биенале на графиката във Варна. През 1992 г. Дружеството на пловдивските художници го кани за изложба „Българско изкуство“ в Лондон. През същата година шест български художници реализират изложба в Антверпен, Белгия, поканен е също и в групова изложба в Бургведел, Германия.
През 1993 г. британският културен аташе в България посещава ателието му, заедно с колега график от Англия и проявява голям интерес към новите материали и начин на работа за техниката суха игла. През същата година участва в Международно биенале на графиката – Маастрихт, Холандия. Британският галерист Питър Форд забелязва графиките му, изложени в „Изток-Запад“ и го кани в своята галерия в Бристол, където се провеждат международни конкурси за малка графика. Там участва през 1994 и 1997 г. Тези изложби обикалят две години в различни градове на Великобритания.
През 1994 г. се среща с изпълнителния директор на професионалния Print Center – Филаделфия, Пенсилвания, САЩ. Работата му с този център за графика е много ползотворна. През същата година реализира изложба в Университетска галерия „Тангеман“ – Синсинати, Охайо, САЩ.
През 1995 г. взема участия в Първо международно триенале за графика – София, Международно триенале за малка графика в Токио, Япония, както и в 18-а международна изложба за графика в Канагава, Япония.
През 1997 г. участва в юбилейна изложба, озаглавена „Арменски художници в България 1897 – 1997“, организирана от Софийска градска художествена галерия. През същата година става преподавател по рисуване в Академията за музикално, танцово и изобразително изкуство – Пловдив. Междувременно, през 2002 г. участва на българско изложение на графика в няколко града в Испания. Реализира и няколко участия в областта на екслибриса, като по-значимото от тях е през 2005 г., когато на Международно биенале в Бодио Ломнаго, Италия, е награден с IV награда за цикъла екслибриси „Пинокио“, а през 2006 – Спонсорска награда на второто международно биенале за екслибрис – София.
През 2007 г. е номиниран за графика на национален конкурс, организиран от „Алианц“ България.
Следващата година – 2008 е поканен да участва на Втори графичен литографски симпозиум „Родопа-2008“ в гр. Смолян, последван от изложби в Смолян и Пловдив.
Има реализирани и няколко самостоятелни изложби:
1991 г. – галерия „Старинна“ – Пловдив
1995 г. – галерия „Лукас“ – Пловдив
1996 г. – галерия „Макта“ – София
2001 г. – галерия „Бовиел“ – Пловдив
2007 г. – галерия „Агора“ – София
2008 г. – галерия „Възраждане“ – Пловдив
2010 г. – галерия „Възраждане“ – Пловдив
Участвал е в още много други – групови регионални и международни изложби, както и международни семинари за творци – християни, придружени с изложби.
Взема участие и в юбилейната изложба по повод 10 години катедра Изобразително изкуство в АМТИИ, Пловдив на художници – преподаватели в Академията, проведена през 2006 г.
Някои от графиките му са притежание на Национална Художествена Галерия – София, Държавна Художествена Галерия – Пловдив, Галерия „Душиша“ – Япония и много частни галерии в България, Сащ,Германия, Испания, Франция и др.

## Галерия
- Адам и Ева II
- Живият плет
- Откриване 2
- Пинокио 1
- Песен 1